# نده
نده (به عربی: ندة) یک روستا در سوریه است که در ناحیه مرکزی اعزاز واقع شده‌است. نده ۳۰۵ نفر جمعیت دارد.